# Compsobata orientalis
Compsobata orientalis är en tvåvingeart som beskrevs av Ozerov 1987. Compsobata orientalis ingår i släktet Compsobata och familjen skridflugor. Inga underarter finns listade i Catalogue of Life.